# Sauron Szája
Sauron Szája J. R. R. Tolkien egyik kitalált szereplője a Középfölde-legendáriumban. A Gyűrűk Ura harmadik kötetében szerepel.

## Eredete
Nevét egyetlen rege sem említi, hisz ő maga is rég elfeledte már. Annyi bizonyos, hogy fekete númenori volt. Amikor Sauron hatalomra jutott, ő rögtön a Sötét Úr szolgálatába állt. Ravaszságának és kegyetlenségének köszönhetően a Sötét Úr hamar felfigyelt rá és előléptette Barad-dûr tornyának hadnagyává és Mordor követévé, innen ered neve.

## A gyűrűháború idején
A Fekete Kapunál, az utolsó csatában jelenik meg. Ő ment a nyugatról érkező, Aragorn és Gandalf vezette sereg elé, és ő mutatta meg a Frodótól zsákmányolt mithril-inget, hogy elbizonytalanítsa a támadó sereget.

## Halála
A könyv nem tesz említést haláláról; valószínű, hogy a Fekete Kapunál folytatott csata során megölték. A filmsorozat bővített változatában Aragorn a csata előtt lefejezi.